# Martina Lenzini
Martina Lenzini, née le 23 juillet 1998 à Pavullo nel Frignano, est une footballeuse internationale italienne évoluant au poste de milieu de terrain à la Juventus FC.

## Biographie

### En club

#### Giovanili
Elle commence à jouer au football à l'âge de 8 ans dans l'équipe de sa ville natale, Fanano Calcio, qui est devenue plus tard Uni. Ca. 2010, où elle est restée jusqu'à ses 14 ans, année où, en raison de la limite d'âge, les filles doivent quitter l'équipe masculine pour passer dans l'équipe féminine. En 2010, c'est sa dernière saison avec cette équipe, elle obtient une convocation dans l'équipe représentative régionale d'Émilie-Romagne, remportant le championnat national, un succès répété l'année suivante lorsqu'elle rejoint l'équipe féminine de l'Olimpia Vignola, où elle marque 10 buts avec l'équipe Primavera et est immédiatement promue en équipe première dès sa première année.

#### Débuts avec l'Olimpia Vignola (2012-2014)
À l'Olimpia Vignola, elle est immédiatement intégrée à l'équipe première qui évolue dans la série A2, à l'époque le deuxième niveau du football féminin italien, et au cours de la première saison, en plus des 10 buts susmentionnés avec l'équipe Primavera, elle parvient à marquer quatre buts avec les grandes équipes. Bien que sur le terrain l'équipe soit sauvée de la relégation, elle est reléguée en Serie C en raison de problèmes économiques, subissant ainsi une chute de deux catégories. Martina est appelée dans l'équipe représentative régionale, permettant ainsi à l'Émilie-Romagne de remporter son troisième championnat en quatre ans.

#### Brescia, prêt à Imolese et retour à Brescia (2014-2017)
En 2014, elle est remarquée et achetée par Brescia, qui, cependant, considérant qu'elle n'est pas encore prête à jouer dans un championnat tel que la Série A, la confie pour un an à Imolese en Série B, où, en raison de plusieurs blessures, elle joue peu et ne parvient qu'à marquer deux buts. En 2015, elle fait ses débuts avec le maillot leonesse, avec lequel elle remporte le Scudetto et la Coppa Italia, atteignant également les quarts de finale de la Ligue des champions. L'année suivante, elle remporte la Supercoupe d'Italie mais reste sur le banc de touche pendant les 90 minutes. Le 7 janvier 2017, elle marque son premier but en championnat avec le maillot de Leonesse, en marquant le but momentané de 0-2 contre Luserna, un match qui se termine 0-5. À cette occasion, dans la composition de Milena Bertolini, elle est utilisée comme arrière droite dans le 4-4-2 initial avec le déplacement conséquent de Sara Gama dans le couloir opposé, une position que la joueuse de Trieste avait déjà utilisée en 2008 lorsqu'elle avait remporté le championnat d'Europe avec l'équipe nationale des moins de 19 ans. Le 11 février, bien que devant débuter sur le banc de touche sur le papier, elle est alignée comme titulaire lors du match à domicile contre l'AS Roma, remporté 3-0, en raison de la blessure subie par Cecilia Salvai pendant l'échauffement.

#### Arrivée à la Juventus (2017-2018)
À l'été 2017, elle quitte Brescia pour rejoindre la Juventus nouvellement formée, club avec lequel elle remporte le Scudetto 2017-2018.

#### Prêt à Sassuolo (2018)
Pour la saison 2018-2019, elle est prêtée à Sassuolo. Restée au club émilien pendant trois saisons sous la direction technique de Giampiero Piovani, elle partage avec ses coéquipières la progression de l'équipe qui, dès sa première saison sous le maillot neroverde, passe de la lutte pour ne pas être reléguée à l'équipe révélation du championnat 2020-2021, en terminant à la 3e place du classement et en touchant la possibilité d'accéder à la Ligue des champions. Durant cette période, elle joue un total de 53 matchs en Série A, auxquelles elle en joue 6 en Coppa Italia.

#### Retour de prêt à la Juventus (depuis 2021)
Le 3 juillet 2021, la Juventus a annoncé son retour à la Juventus, après 3 saisons de prêt à Sassuolo.

### En équipe nationale
Elle est appelée pour la première fois en équipe nationale des moins de 17 ans en novembre 2013, avant les championnats d'Europe, mais est exclue de la phase Élite. L'année suivante, elle prend sa revanche en étant appelée à toutes les qualifications et pour la phase Élite, où elle est éliminée au premier tour, sans toutefois marquer le moindre point. Avant les qualifications européennes, elle fait ses débuts avec le maillot azzurri depuis le banc de touche et marque lors d'un match amical. Elle est actuellement membre permanent de l'équipe des moins de 19 ans. Elle est appelée pour la phase d'élite du championnat d'Europe 2019, où elle joue les trois matchs en tant que titulaire sans jamais être remplacée dans son rôle naturel d'arrière droite. Gagnant contre la Serbie et le pays hôte, la Norvège, complice de la défaite simultanée de la Suède, capable de battre la Azzurrine, contre les Serbes le dernier jour, les filles dirigées par l'entraîneur Sbardella accéder à la phase finale qui se joue en Irlande du Nord.
Elle fait ses débuts avec le maillot de l'équipe première le 7 mars 2020 en demi-finale de l'Algarve Cup contre la Nouvelle-Zélande, à la place d'Alia Guagni.